# 卡尔莫 (巴西)
卡尔莫（葡萄牙語：Carmo）是巴西里约热内卢州的一个市镇。总面积321.187平方公里，总人口18024人，人口密度56.1人/平方公里。